# Gesneria bullata
Gesneria bullata là một loài thực vật có hoa trong họ Tai voi. Loài này được Urb. & Ekman mô tả khoa học đầu tiên năm 1926.